# Torbern Olof Bergman
Torbern Olof Bergman (ur. 20 marca 1735 w Katrinebergu, zm. 8 lipca 1784 w Medevi) – szwedzki chemik i mineralog. 

## Życiorys
Studiował matematykę i nauki przyrodnicze na Uniwersytecie w Uppsali. Był jednym z twórców chemii analitycznej. Opracował analizę dmuchawkową. W swoich pracach zajmował się klasyfikacją minerałów. Był od 1767 profesorem chemii i farmakologii uniwersytetu w Uppsali. W 1772 otrzymał Order Wazów